# Обикновени костенурки
Обикновени костенурки (Testudo) са род влечуги от семейството на Сухоземните костенурки (Testudinidae). Те са предимно растителноядни и достигат дължина 7-35 cm и тегло 0,7-7 kg. Разпространени са в Европа, Азия и Северна Африка. В България се срещат два вида - шипобедрена костенурка (Testudo graeca) и шипоопашата костенурка (Testudo hermanni)
Всички видове обикновени костенурки са застрашени, главно поради унищожаването на естествената им среда, вследствие на интензивното земеделие и намаляването на горите. В някои райони те се ловят за храна или заради поверието, че кръвта им помага за лечението на рак, левкемия и други тежки болести. Научните факти свидетелстват, че консумацията на кръв няма лечебен ефект, но в някои случаи може да причини други заболявания.

## Видове
- Testudo graeca – Шипобедрена костенурка
- Testudo hermanni – Шипоопашата костенурка
- Testudo horsfieldii – Азиатска костенурка
- Testudo kleinmanni – Египетска костенурка
- Testudo marginata – Дългокорубеста костенурка